# ويليام إي. كول
ويليام إي. كول (بالإنجليزية: William E. Cole)‏ هو عسكري أمريكي، ولد في 22 فبراير 1874 في ويلارد في الولايات المتحدة، وتوفي في 18 مايو 1953.